# Mlaten (Puri)
Mlaten is een bestuurslaag in het regentschap Mojokerto van de provincie Oost-Java, Indonesië. Mlaten telt 3811 inwoners (volkstelling 2010).